# 魚住漁港

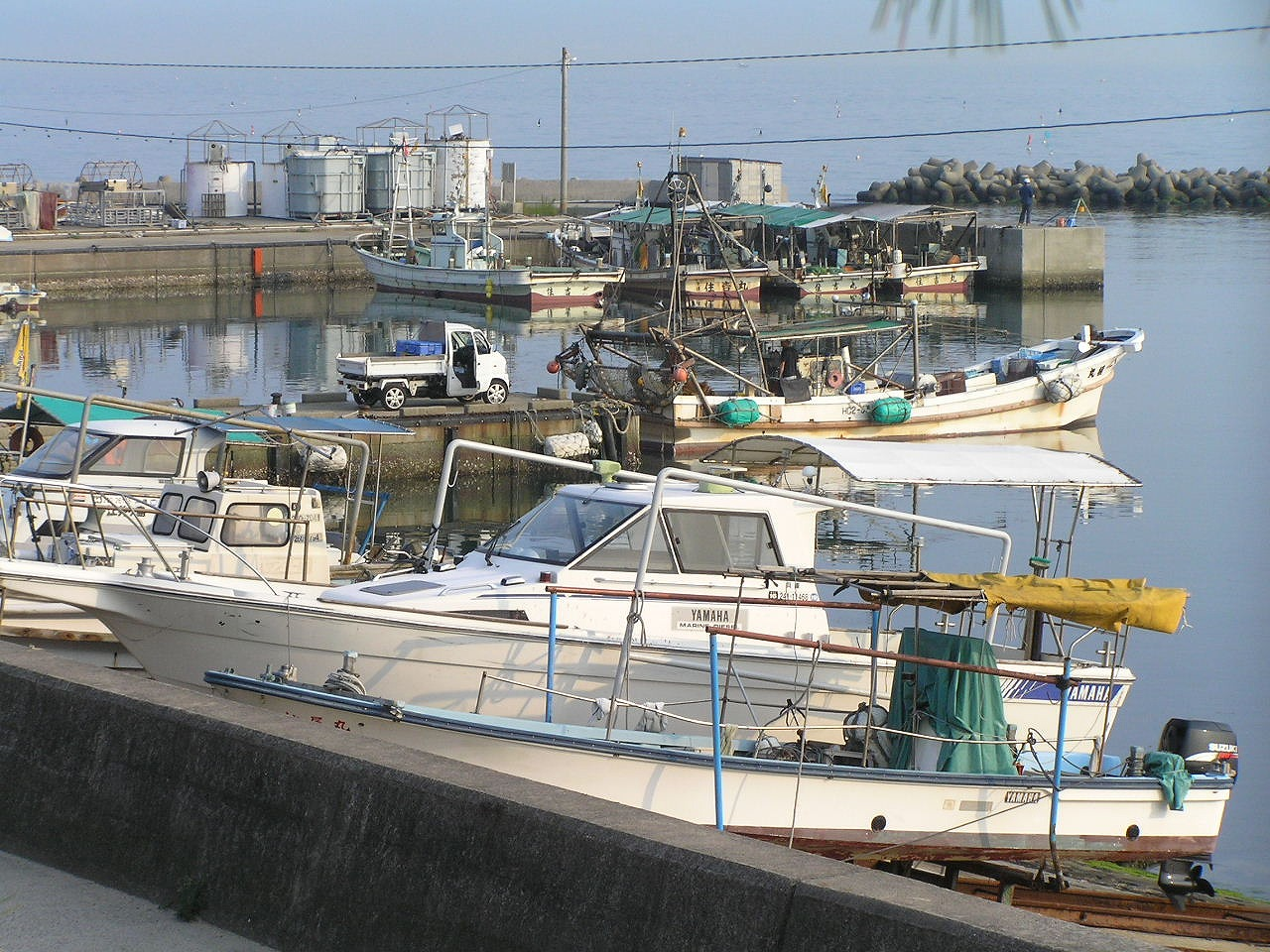
魚住漁港

魚住漁港（うおずみぎょこう）は、兵庫県明石市にある港で漁港漁場整備法（昭和25年5月2日法律第137号）第1章第5条に規定する第1種漁港である。

## 歴史
住吉神社に隣接した漁港で、港の西を流れる瀬戸川を利用し築港された。かつては魚住（なきすみ）の船瀬（泊）と呼ばれ、万葉集（巻6）には「名寸隅（なきすみ）の船瀬」と詠われ、行基による築港と伝わる。明石海峡とそれに続く播磨灘は、古代より大和と西海を結ぶ海上交通の重要な海路であり、多くの拠点である港が設けられ、摂播五泊（河尻・大輪田・魚住・韓・檉生）と呼ばれた。 明石の名が強調されがちな「源氏物語」、「記紀」、「風土記」で、実際に海上交通の中心として機能していたのは、この魚住の泊といわれる。 平安末期には平清盛によるの改築工事が行われ、さらに鎌倉期には重源が清盛の工事を引き継ぐ形で、魚住泊の改築事業を行った。

## 漁港概要
- 所在地 - 兵庫県明石市魚住町
- 管理者 - 明石市
- 漁業協同組合 - 江井ヶ島
- 組合員数 -
- 漁港番号 - 3210050

## 沿革
- 1952年（昭和27年）5月28日 - 第1種漁港に指定

## 主な魚種
- タイ
- アナゴ
- イカナゴ
- アジ
- タコ
- ヒラメ

## 主な漁業
- 小型底曳網漁業
- 船曳網漁業
- たこつぼ漁
- 採貝藻漁業